# Celien Guns
Celien Guns is een Belgisch voetbalspeelster. Ze begon in 2014 bij Lierse SK in de Belgisch Super League.
In de zomer van 2020 tekende Guns een contract bij sc Heerenveen, en speelt zij in de Vrouwen Eredivisie.

## Statistieken
| Seizoen | Club          | Land   | Competitie | Wedstrijden | Doelpunten |
| ------- | ------------- | ------ | ---------- | ----------- | ---------- |
| 2014/15 | Lierse SK     | België | BEL        | 9           | 1          |
| 2019/20 | sc Heerenveen | België | Eredivisie | 8           | 3          |
| Totaal  | Totaal        | Totaal | Totaal     | 17          | 1          |

Laatste update: september 2020

## Interlands
Guns speelde voor de nationale elftallen O15, O17 en O19, en ook viermaal voor de Red Flames.